# Gap (lied)
Gap is een lied van de Nederlandse zanger Wesly Bronkhorst in samenwerking met de Nederlandse artiest Bizzey. Het werd in 2024 als single uitgebracht.

## Achtergrond
Gap is geschreven door Alex van der Zouwen, Bart Goris, Lars Koehoorn, Leo Roelandschap, Memru Renjaan en Wesly Bronkhorst en geproduceerd door Memru Renjaan, Barttelini en Manfred Jongenelis. Het is een nummer dat past in de genres volkspop en nederpop. In het lied zingen de artiesten over een avond borrelen en daar een goede vriend ontmoeten. Bronkhorst had het nummer al gemaakt en stuurde toen een demo door naar Bizzey. Toen die hem voor het eerst beluisterde, vond hij het een dergelijk goed nummer dat hij zelf ook op het lied wilde meedoen. De artiesten gingen vervolgens samen met onder andere Kraantje Pappie de studio in om het lied af te maken. Gap kreeg bij televisiezender TV Oranje de titel Oranje Kroon, een lied dat in die week extra vaak op de zender te zien en beluisteren is.

## Hitnoteringen
De artiesten hadden succes met het lied in Nederland. Het stond op de 83e plaats van de Single Top 100 in de enige week dat het in deze hitlijst te vinden was. De Top 40 werd niet bereikt; het lied bleef steken op de achtste plaats van de Tipparade.